# Turtmann

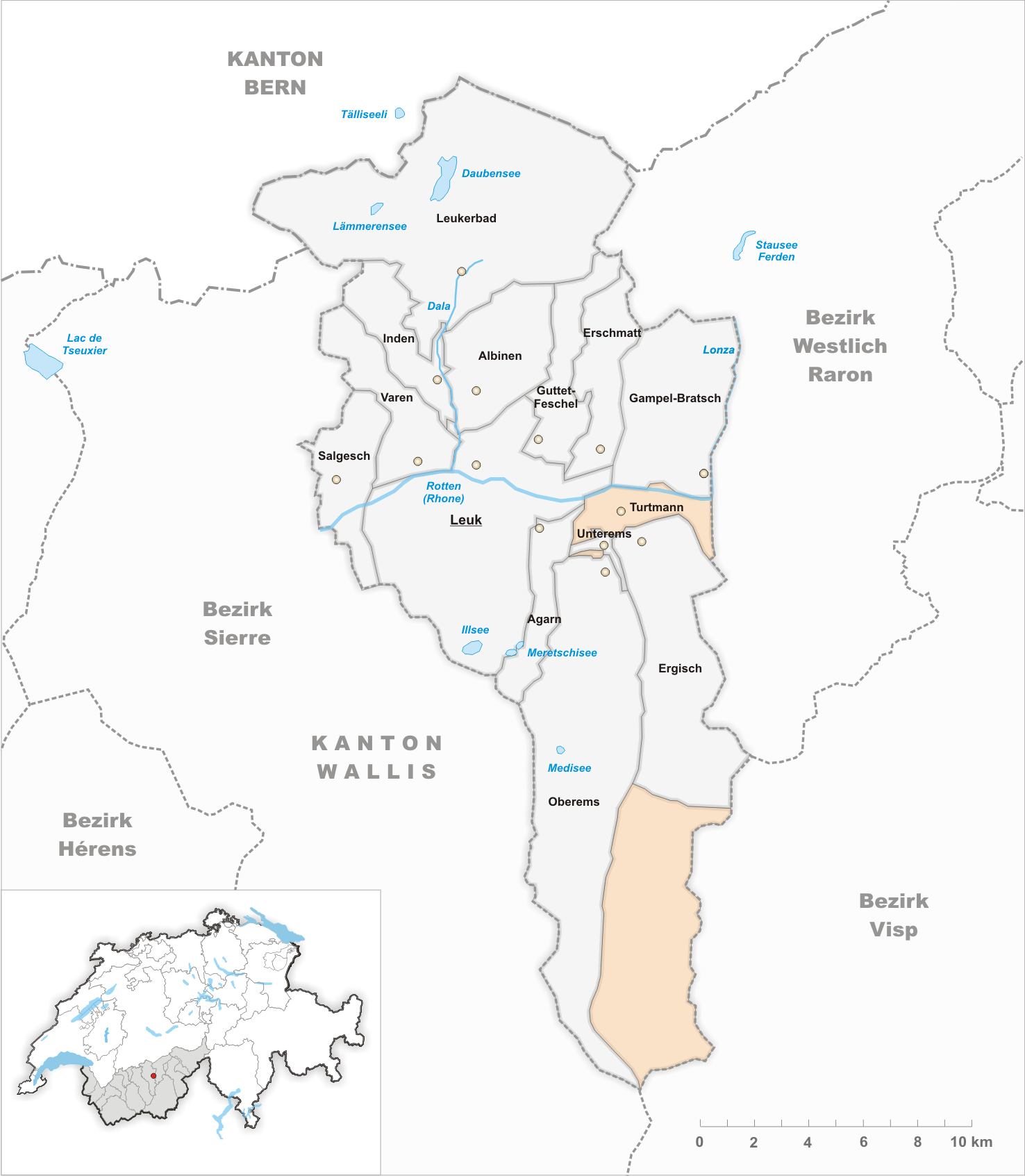
Gemeindestand vor der Fusion am 31. Dezember 2012

Turtmann (walliserdeutsch Turtma; französisch Tourtemagne) im Schweizer Kanton Wallis ist eine Pfarrgemeinde des Dekanats Leuk sowie eine Burgergemeinde mit einem Burgerrat. Bis zum 31. Dezember 2012 bildete sie auch eine selbständige Munizipalgemeinde. Am 1. Januar 2013 fusionierte sie mit der Gemeinde Unterems zur neuen Gemeinde Turtmann-Unterems.

## Geographie
Turtmann liegt zwischen Siders und Visp an der südlichen Talseite des Rhonetals am Fusse des Ergischhorn (2526 m ü. M.). Die Turtmänna tangiert von Süden her das Dorf an seiner westlichen Seite.

## Geschichte
Turtmann wurde im Jahre 1210 als Terra de Thortemanei erstmals urkundlich erwähnt. Der Warenumschlag in der Sust Turtmann auf der Simplonroute  erreicht im 13. und 14. Jahrhundert einen ersten Höhepunkt. Gefördert von Kaspar Stockalper wurde der Handel über den Simplon im 16. und 17. Jahrhundert stark intensiviert, und im Dorf entstanden die Patrizierhäuser der Handelsherren. In den Jahren 1810 bis 1820 wurde der älteste Teil der Route du Simplon gebaut, von der ursprünglichen 5 km langen Pappelallee besteht noch eine Seite.
| Jahr      | 1798 | 1850 | 1900 | 1950 | 2000 | 2012 |
| Einwohner | 253  | 433  | 519  | 751  | 992  | 980  |

## Flugplatz
In Turtmann befindet sich der ehemalige Militärflugplatz Turtmann, der in das Inventar historisch bedeutender Luftwaffeninfrastruktur aufgenommen wurde. Dieser wurde 2003 stillgelegt und dient seitdem zivilen Zwecken. Die Flugzeugkaverne wurde nach Beendigung des militärischen Flugbetriebs zur Lagerung von M113-Schützenpanzern der Schweizer Armee weiterverwendet.
Heute dient er als multifunktionaler Eventplatz (Pferdeveranstaltungen, Motorsport, Delta-Landeplatz, Musikevents, Austragungsort des Eidgenössischen Scheller- und Trychlertreffens 2005, Etappenort des italienischen Giro Donne, Etappenort des Gigathlons, Parkplatz für das Open Air Gampel) und wurde 2014 im Zuge der Triennale für zeitgenössische Kunst im Wallis von Sabine Zaalene mit der Aufschrift » DORT IST EIN MANN « zum Kunstobjekt.

## Sehenswürdigkeiten
- Wasserfall Turtmann[2]

## Ansichten

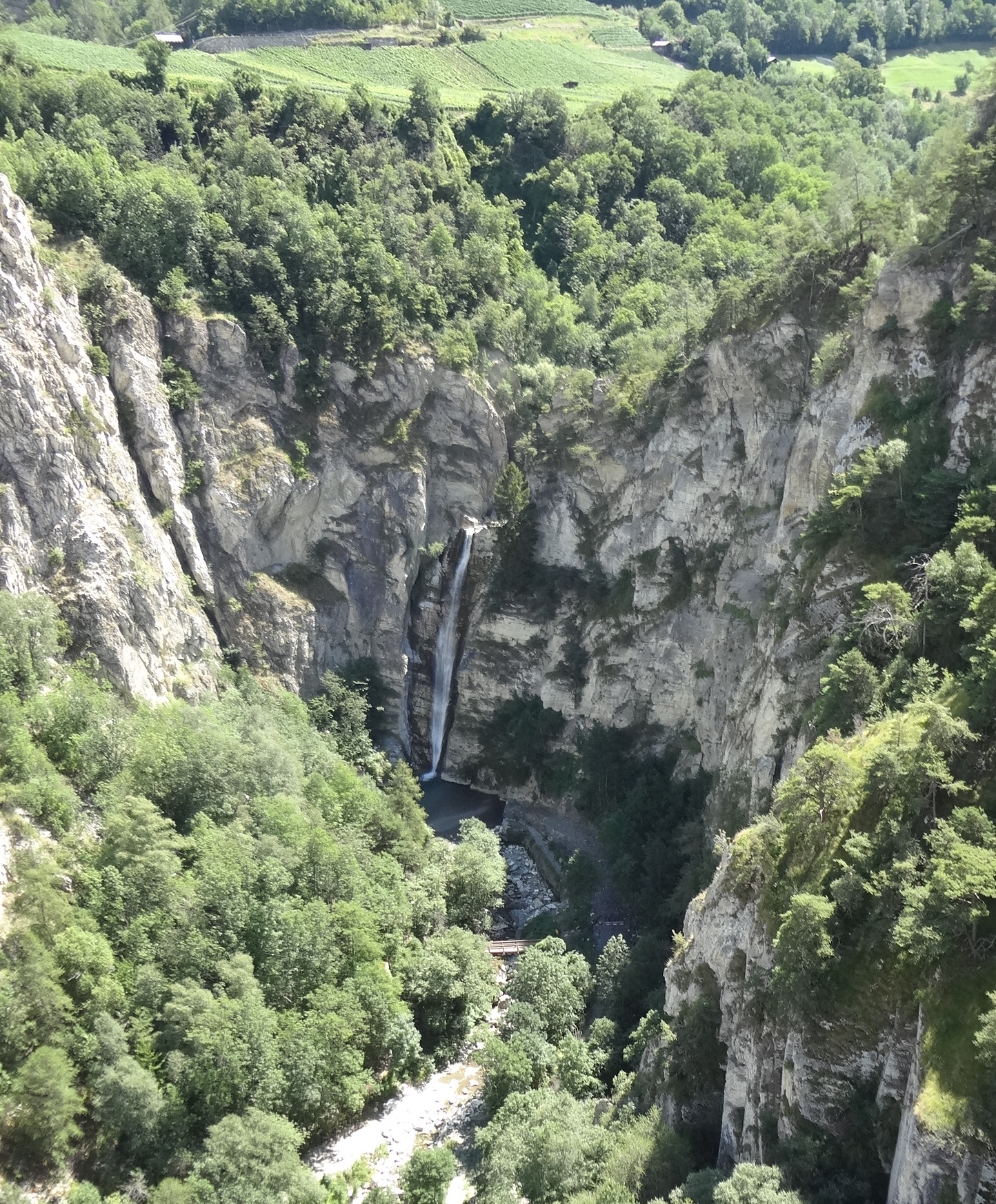
Turtmann-Wasserfall

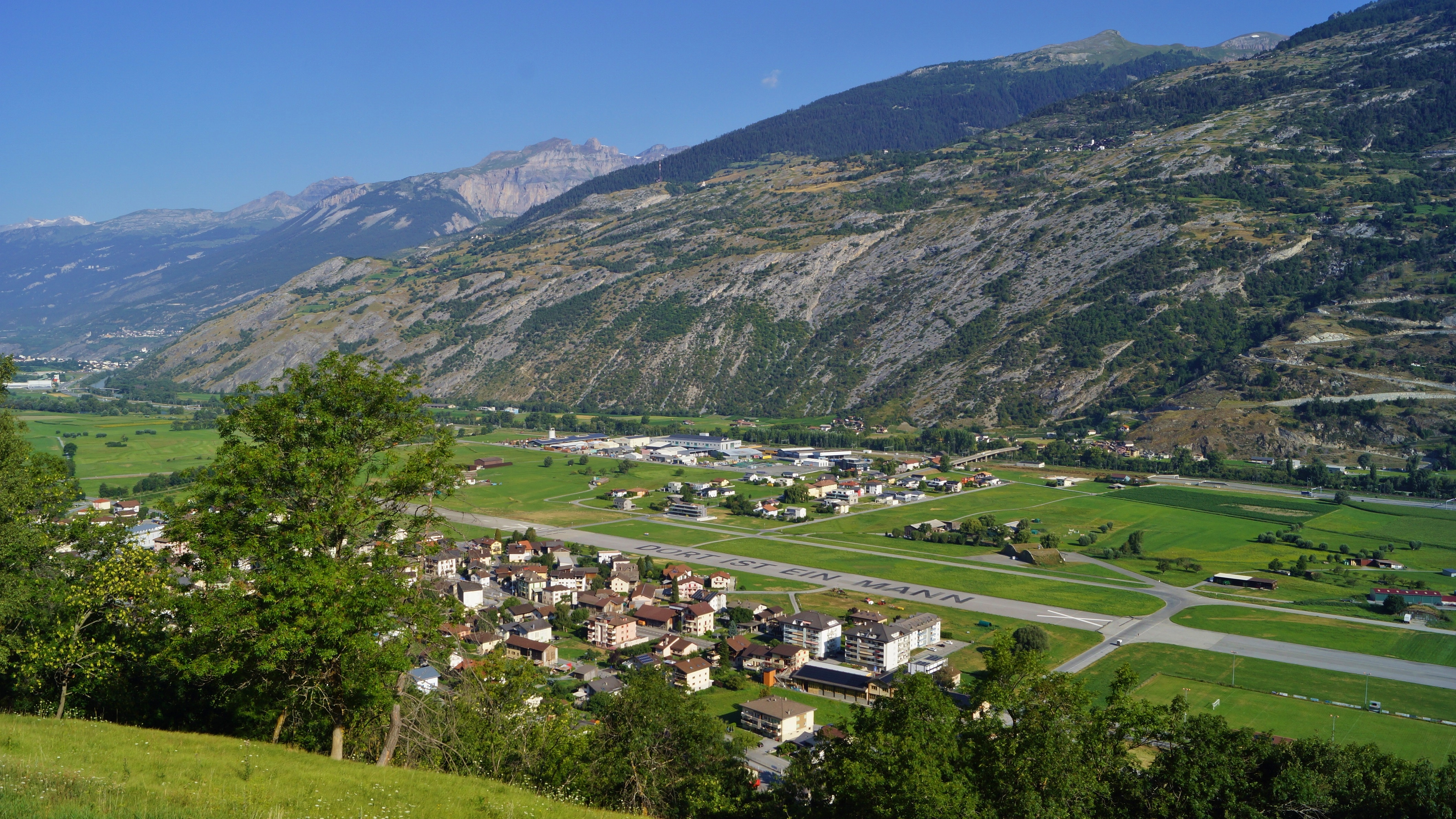
Blick von Ried auf Turtmann mit dem ehemaligen Militärflugplatz und in die Berner Alpen
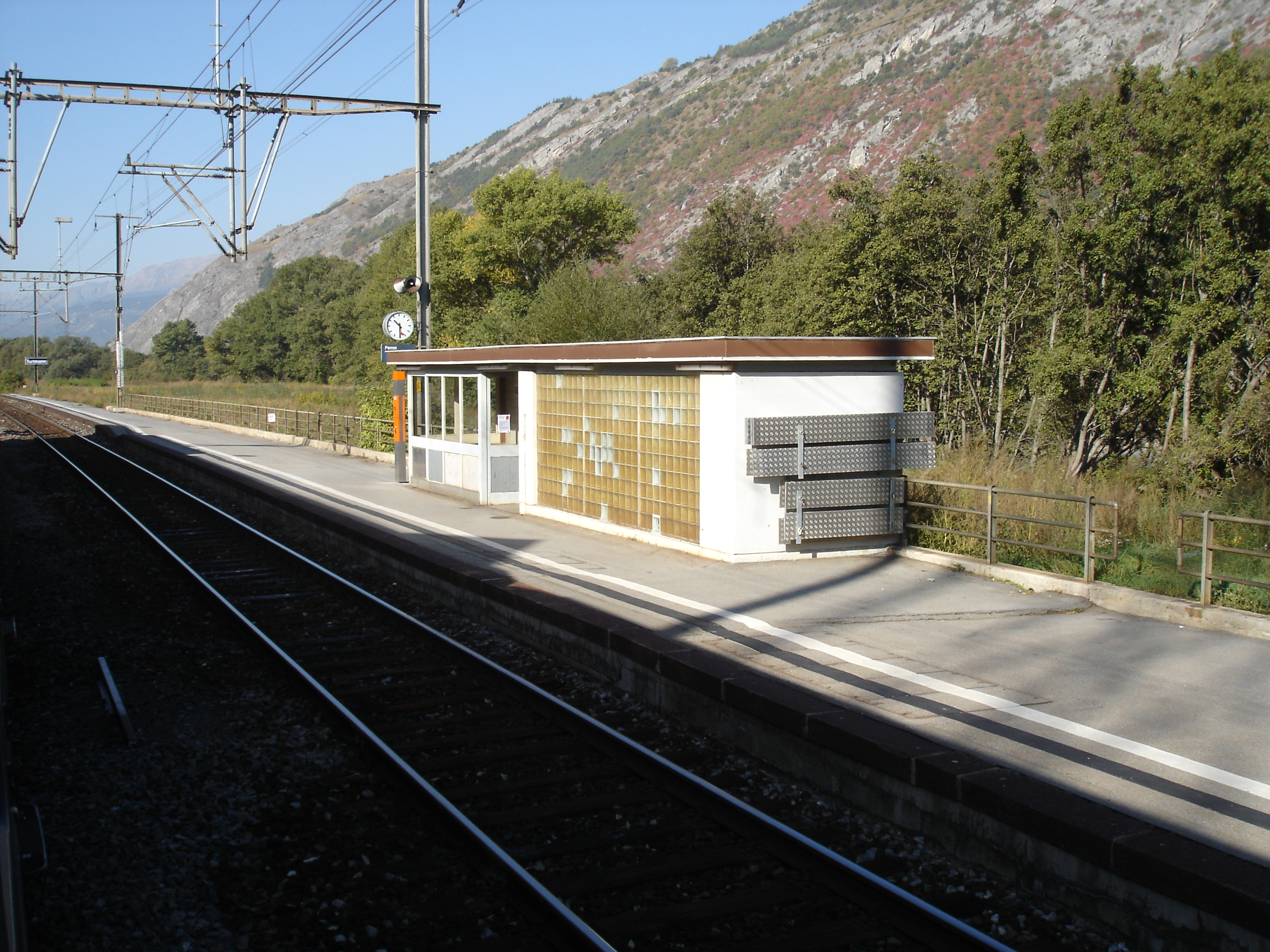
SBB-Bahnhof Turtmann
Luftbild im Jahr 1955
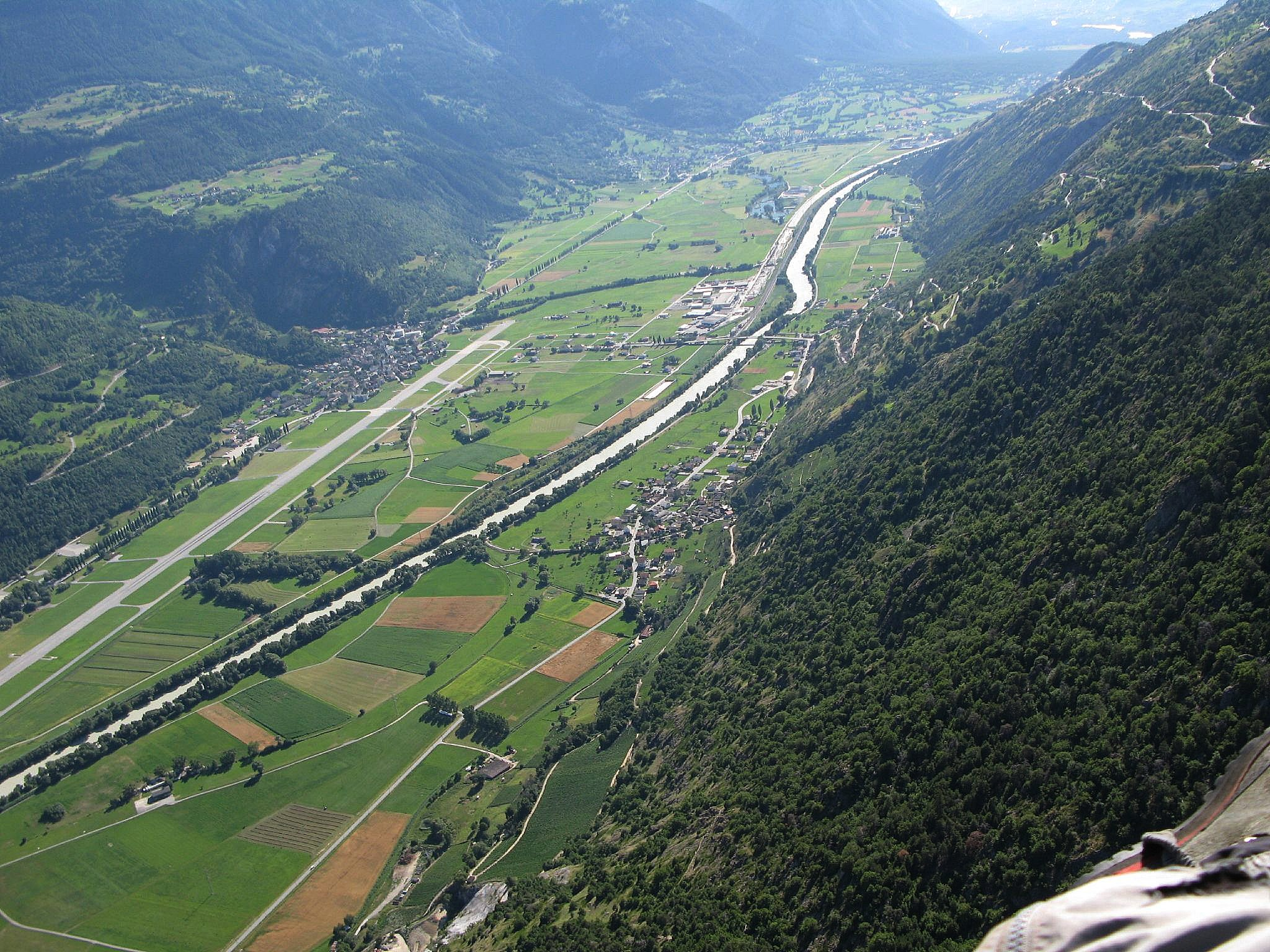
Luftbild im Jahr 2008